# Xeministim

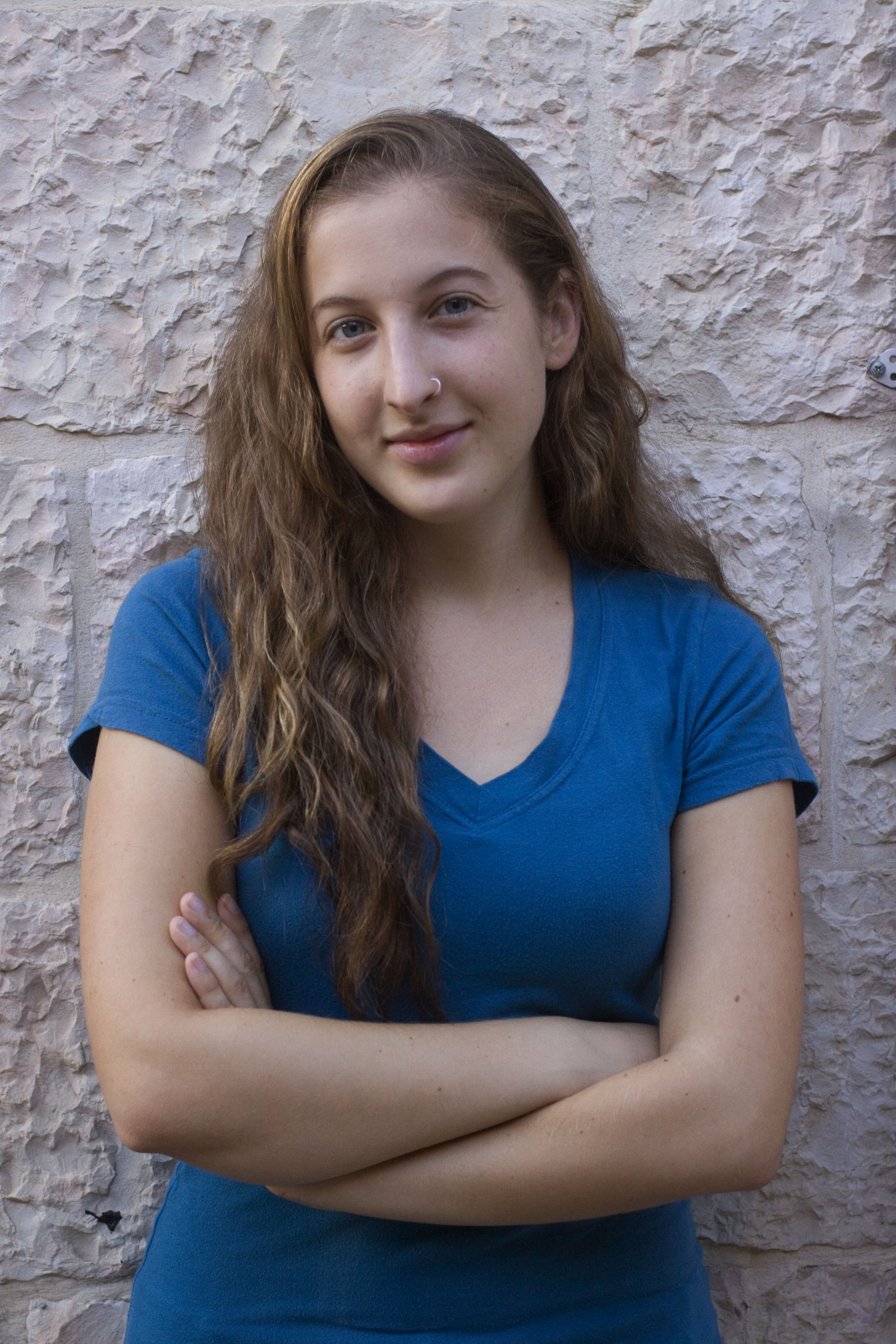
Maya Wind, xeministit insubmissa a l'exèrcit.

Els Xeministim (en hebreu: שמיניסטים) són estudiants israelians que practiquen una forma d'insubmissió o d'objecció de consciència radical en negar-se a incorporar-se a l'exèrcit.
El 28 d'abril de 1970, un grup d'estudiants de secundària a punt de ser cridats a files van enviar una carta la primera ministra israeliana d'aleshores, Golda Meir, on qüestionaven l'ocupació de Cisjordània i Gaza, la "Guerra de desgast" i el fracàs del govern a prendre mesures per evitar el conflicte. La premsa els va anomenar xeministim, literalment "els vuitens" (classe de vuitè = dotzè grau : darrer curs de secundària). El 1987 es va formar un nou grup d'estudiants de secundària amb intenció de negar-se a servir en els Territoris Ocupats i van prendre el nom de xeministim per aquesta pràctica d'objecció de consciència (refuznik).
El 2001, una nova onada d'estudiants de secundària es va declarar xeministim fins a arribar ser prop de 3.000. L'estat va respondre amb repetides sentències de presó com la de la mateixa Maya Wind, empresonada el 2008 i absolta el 2009. Va tenir especial ressò l'empresonament d'Omer Goldman, ja que el seu pare era oficial d'alt rang del Mossad. Com a resultat d'una campanya internacional en favor dels xeministim, al desembre de 2008 les ambaixades israelianes van rebre més de 40.000 cartes reclamant la llibertat dels empresonats.

## L'obligació de servir
Els joves i les joves israelians són cridats a fer el servei militar quan fan el darrer curs de batxillerat. Els nois han de complir un servei de 3 anys i les noies de 21 mesos. El treball d'algunes organitzacions pacifistes ha despertat la consciència d'alguns estudiants que veuen el servei militar com una forma de participar en la maquinària repressiva. La portaveu dels xeministim i membre de l'organització feminista i antimilitarista New Profile, Maya Wind, deia al respecte:
| « | El meu procés va esclatar brutalment als quinze anys, quan vaig descobrir, per mitjà d'una petita associació que organitzava trobades entre joves israelians i palestins, la duresa de la situació d'apartheid que vivien els que fins aleshores anomenàvem veïns (...) Els israelians han de deixar de comportar-se com europeus colonialistes al Pròxim Orient i aprendre a viure en pau i en coexistència amb els palestins i la resta d'àrabs. L'apartheid i l'ocupació s'han d'acabar. | » |
| — | |   |

## Filmografia
- Mur de Simone Bitton realitzada el 2004. Documental sobre els refuzniks i la construcció del mur.